# Starzenice
Starzenice [pronunciación en polaco: /staʐɛˈnit͡sɛ/] es un pueblo ubicado en el distrito administrativo de Gmina Wieluń, dentro del Distrito de Wieluń, Voivodato de Łódź, en Polonia central. Se encuentra aproximadamente a 5 kilómetros al este de Wieluń y a 85 kilómetros al suroeste de la capital regional Łódź.